# اوتا (ساردینیا)
اوتا (به ایتالیایی: Uta) یک کومونه در ایتالیا است که در استان کالیاری واقع شده‌است.

## خصوصیات
اوتا ۱۳۴٫۴ کیلومترمربع مساحت و ۸٬۳۹۲ نفر جمعیت دارد و ۶ متر بالاتر از سطح دریا واقع شده‌است.